# Klara Philipp

Klara Philipp

Klara Maria Theresia Philipp, geborene Elbs, (* 11. März 1877 in Karlsruhe; † 19. Januar 1949 in Konstanz) war eine deutsche Politikerin (Zentrum).

## Leben und Wirken
Klara Philipp wurde 1877 als Tochter des Finanzrates Ferdinand Elbs (* 1842) und seiner Gattin Anna, geborene Schmid, geboren. In ihrer Jugend besuchte sie eine höhere Mädchenschule und ein humanistisches Mädchengymnasium in Karlsruhe. Später arbeitete sie in den Redaktionen verschiedener Tageszeitungen und Monatsschriften mit (Kölnische Volkszeitung, Badischer Beobachter, Soziale Revue, Christliche Frau). Nach ihrer Heirat mit dem Oberförster Karl Philipp (1865–1937), den sie 1897 in Karlsruhe ehelichte, nahm Elbs den Nachnamen ihres Ehemannes an und nannte sich fortan Klara Philipp.
Spätestens nach dem Ersten Weltkrieg trat Philipp in die katholische Zentrumspartei ein. Von 1919 bis 1922 saß sie in der Stadtverordnetenversammlung von Pforzheim. 1922 wurde sie Abgeordnete im Kreistag von Karlsruhe. Im April 1926 zog Philipp im Nachrückverfahren für den verstorbenen Abgeordneten Constantin Fehrenbach in den im Dezember 1924 gewählten dritten Reichstag der Weimarer Republik ein, in dem sie bis zum Mai 1928 den Wahlkreis 32 (Baden) vertrat. Bei den Wahlen vom Mai 1928 und September 1930 wurde Philipp von ihrer Partei jeweils auf einem unsicheren (6. bzw. 7.) Landeslistenplatz aufgestellt, so dass sie ihr Mandat nicht halten konnte.
Außerhalb ihrer Tätigkeit im institutionalisierten Politikbetrieb engagierte Philipp sich vor allem gesellschaftlich: So war sie Vorstandsmitglied des badischen Landesverbandes für Säuglingsfürsorge, der badischen Landesjugendkommission und 2. Landesvorsitzende des Badischen Frauenbundes sowie des katholischen Fürsorgevereins und des Landesausschusses von Baden.
Aufgrund des schon von der Landeszentrale für Politische Bildung in Baden-Württemberg betonten Umstandes, dass die „Quellenlage [zu ihrem Leben] besonders dürftig ist“ liegen die meisten Details von Philipps Biographie weitgehend im Dunkeln.

## Schriften
- Der Gießbach, Karlsruhe 1925. (Roman)
- Frau und Volk, Freiburg 1929.